# Nettoyage ethnique au Bhoutan

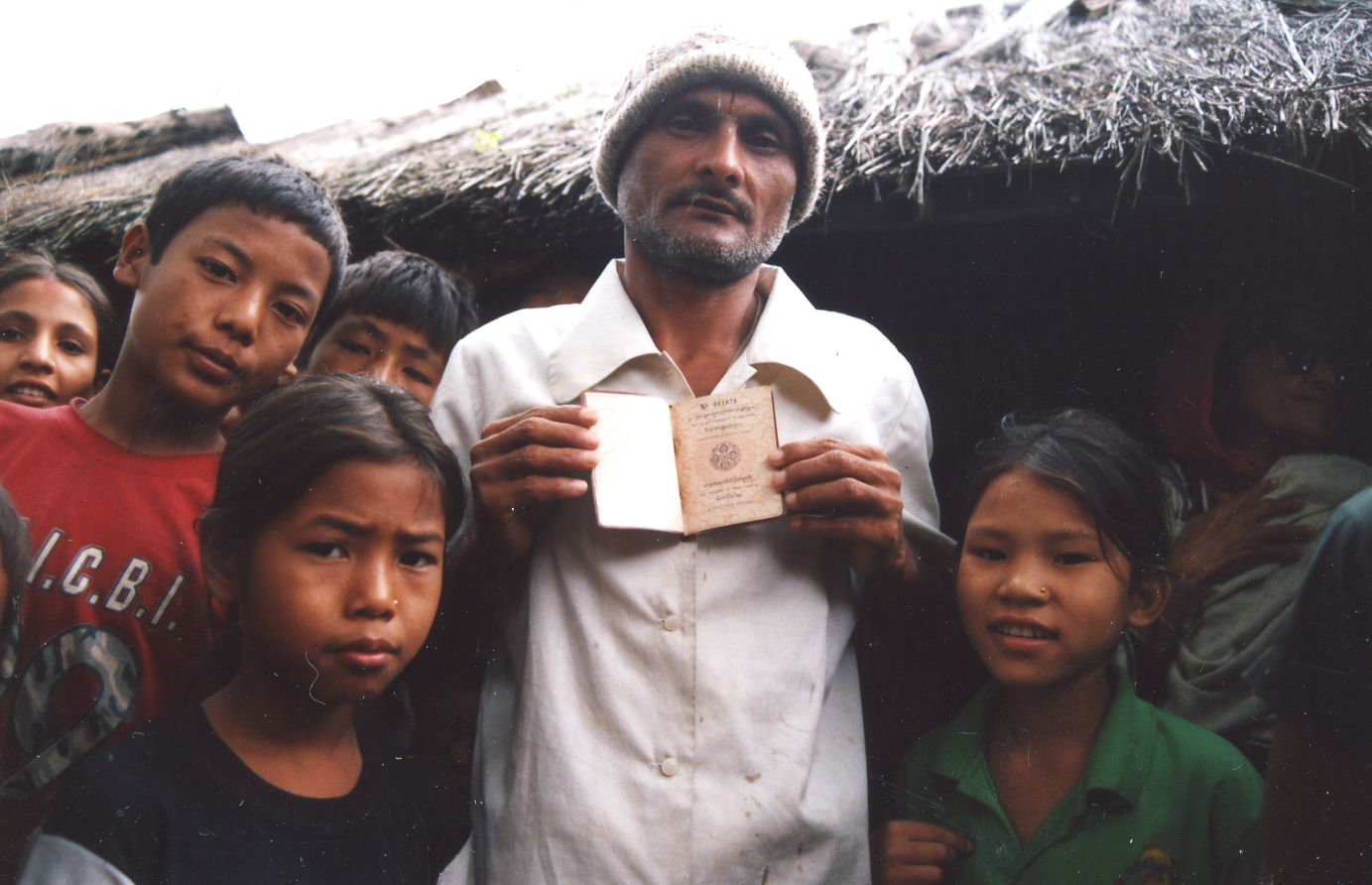
Réfugiés Lhotshampas dans le camp de Beldangi (Damak, Népal).

Le nettoyage ethnique au Bhoutan fait référence à une série d'initiatives visant à retirer les Lhotshampas, ou népalais de souche, du Bhoutan.
Les tensions interethniques se sont intensifiées au Bhoutan, entraînant la fuite de nombreux Lhotshampas du Bhoutan vers le Népal, dont beaucoup ont été expulsés par l'armée bhoutanaise. En 1996, plus de 100 000 réfugiés bhoutanais vivaient dans des camps de réfugiés au Népal. Beaucoup ont depuis été réinstallés dans les pays occidentaux.